# Schwarzenbach (Pielach)
Der Schwarzenbach ist ein linker Zufluss zur Pielach bei Schwarzenbach an der Pielach in Niederösterreich.
Der Schwarzenbach entspringt im Süden der Seerotte beim Geißenberg (1177 m ü. A.) und fließt von dort in Richtung Osten ab, worauf von links bald der Seebach mündet, der nahe der Höfe Obersee und Untersee entspringt. Der Schwarzenbach durchläuft die Hofrotte, bevor er sich schließlich mitten in Schwarzenbach in die Pielach ergießt. Sein Einzugsgebiet umfasst 8,0 km² in großteils bewaldeter Landschaft. Der Fluss gab nicht nur dem Ort, sondern der gesamten Gemeinde den Namen.